# Sent Sauvador
Sent Sauvador (en francès Saint-Salvadou) és un municipi francès situat al departament de l'Avairon i a la regió d'Occitània.

## Demografia
| 1962                                       | 1968 | 1975 | 1982 | 1990 | 1999 | 2006 |
| ------------------------------------------ | ---- | ---- | ---- | ---- | ---- | ---- |
| 527                                        | 608  | 546  | 520  | 505  | 432  | 410  |
| Des de 1962: població sense dobles comptes |      |      |      |      |      |      |

## Administració
| Període   | Identitat       | Partit |
| --------- | --------------- | ------ |
| 1971-2008 | Roger Combettes |        |
| 2008-     | Jérome Ricard   |        |